# Коренєв Григорій Юхимович
Григорій Юхимович Коренєв (1904, село Макіївка, тепер місто Донецької області — 6 травня 1983, місто Макіївка) — український радянський партійний діяч, 1-й секретар Макіївського міського комітету КП(б)У Сталінської області. Депутат Верховної Ради УРСР 2—3-го скликань.

## Біографія
Народився в селянській родині. Трудову діяльність розпочав в одинадцятирічному віці наймитом у заможних селян. У 1915—1926 роках — робітник шахт Макіївського гірничого району Донбасу. Працював возієм вугілля та кріпильником на шахті «Софія».
Член ВКП(б) з 1926 року.
У 1926—1928 роках — служба у Червоній армії.
Після демобілізації працював головою сільської ради, головою колгоспу, секретарем партійної організації будівництва заводу металургійного обладнання, секретарем партійного комітету на Харцизькому трубному заводі, інструктором Макіївського міського комітету КП(б)У, заступником директора Макіївської машинно-тракторної станції (МТС) із політичної частини.
У 1937—1938 роках — 2-й секретар Макіївського міського комітету КП(б)У Донецької області.
У 1938 — жовтні 1941 року — 1-й секретар Макіївського міського комітету КП(б)У Сталінської області; 1-й секретар Дебальцівського міського комітету КП(б)У Сталінської області; 1-й секретар Чистяковського міського комітету КП(б)У Сталінської області.
Під час німецько-радянської війни працював старшим помічником начальника 2-го відділу Центрального штабу партизанського руху СРСР, був 1-м секретарем Куйбишевського районного комітету ВКП(б) міста Сталінська Кемеровської області РРФСР.
У 1943—1952 роках — 1-й секретар Макіївського міського комітету КП(б)У Сталінської області.
На 1957 рік — голова Сталінського обласного комітету профспілки вугільників.

## Звання
- старший політрук
- капітан

## Нагороди
- орден Трудового Червоного Прапора
- орден Вітчизняної війни ІІ ст. (1.02.1945)
- медаль «За перемогу над Німеччиною у Великій Вітчизняній війні 1941—1945 рр.» (1945)
- медаль «За трудову доблесть»
- медалі